# Minya
Minyā o al-Minyā (in arabo ﺍﻟﻤﻨﻴﺎ‎?, al-Minyā) è una città dell'Egitto, capoluogo del governatorato omonimo, di quasi 200 000 abitanti, a circa 250 km a sud del Cairo, sulla sponda sinistra del fiume Nilo.
Il toponimo deriva dall'antico egizio Men'at Khufu. Esso potrebbe essere derivato a sua volta dal copto sahidico Tmoone (copto bohairico: Thmonē), che significa "la residenza", a causa di un antico monastero ivi esistente.
Minya ha una precisa vocazione agricola, producendo cotone e canna da zucchero: colture entrambe che hanno assoluto bisogno di grandi quantità di acqua.
È sede di un'università. Fuori città esiste un vasto cimitero cristiano-islamico, chiamato Zàwiyyat al-Mayyitìn, "Angolo dei morti".
Nei pressi della città, negli anni 1970, fu scoperto codice in papiraceo noto come Codex Tchacos, contenente l'unica copia conservatasi del Vangelo di Giuda.
Il 24 Febbraio 2018 fu annunciata, dal ministro delle antichità Egiziano Khaled al-Anani, la scoperta di una necropoli nei pressi della città.
Il complesso funerario, contenente oltre 1000 statue e 40 sarcofagi, dovrebbe risalire al tardo periodo della storia egiziana, quello tra il 672 e il 332 avanti Cristo e all'era tolemaica, il regno ellenistico iniziato dopo la morte di Alessandro Magno.